# سن-آنزلم، کبک
سن-آنزلم (به فرانسوی: Saint-Anselme) شهری در منطقه شهری بلشاس ناحیه شودییر-آپالاش در استان کبک کانادا است. در سرشماری سال ۲۰۱۱ این شهر ۳٬۳۴۵ نفر جمعیت داشته‌است و مساحت آن ۷۴٫۴۵ کیلومتر مربع است.